# Anita Lonsbrough
Anita Lonsbrough (n. 10 august 1941, Huddersfield, Anglia, Regatul Unit) este o înotătoare ce a reprezentat Regatul Unit al Marii Britanii și al Irlandei de Nord, medaliată olimpică. A participat la 2 ediții ale Jocurilor Olimpice (1960, 1964) în care a câștigat două medalii de aur.